# Queluz (Sintra)
Queluz is een van de twintig freguesias in de Portugese gemeente Sintra. Deze plaats heeft een kleine 30.000 inwoners. Samen met Massamá en Monte Abraão vormt het de stad (Cidade) Queluz.
De belangrijkste toeristische attractie is het Paleis van Queluz.
Queluz betekent: welk een licht! Dit zou ooit een Portugese koning gezegd hebben, vanwege de ligging.

## Geboren
- Peter I van Brazilië (1798-1834), keizer van Brazilië en koning van Portugal